# Belčji Vrh
Belčji Vrh este o localitate din comuna Črnomelj, Slovenia, cu o populație de 120 de locuitori.